# クラウディア・ロドリゲス・デ・ゲバラ
クラウディア・フアナ・ロドリゲス・デ・ゲバラ（スペイン語: Claudia Juana Rodríguez de Guevara、1980年または1981年 - ）は、エルサルバドルの会計士、政治家。
大統領選挙に出馬するため休職したナジブ・ブケレ大統領に代わって、2023年12月1日から6か月の間エルサルバドル大統領代行を務めた。代行ではあるが、同国初の女性大統領である。

## 若い頃
ロドリゲスは1980年か1981年にエルサルバドルにて生まれた。
ロドリゲスはホセ・サベリオ・ポンセ・クリスチャン・カレッジとフランシスコ・モラザン国立研究所で学んだ。その後、彼女はフランシスコ・ガビディア大学に5学期まで通ったものの、卒業はしなかった。彼女はエルサルバドル会計士協会のコースを修了している。
ロドリゲスは以前、セルビシオス・キルギコス・デ・エルサルバドル、SA de CVで入札および請求マネージャーを務め、ブケレ家が所有する会社であるObermet, SA de CVで財務マネージャーを務め、タイヤセンターの補助会計士を務めている。2011年に彼女はアルバ・ペトロレオスの子会社である会社を設立したが、アルバ・ペトロレオス自体はベネズエラの石油会社であるPDVSAの子会社であった。同年、彼女は MOV-I, SA de CVの法定代理人でもあった。彼女は2011年から2018年まで NRA, SA de CV の社長を務めた。

## 会計士としての経歴
2012年から2015年まで、ナイブ・ブケレが市長を務めていた間、彼女はヌエボ・クスカトラン市の財務マネージャーを務めていた。彼女は、2015年から2018年までブケレがサンサルバドル市長を務めていた間、サンサルバドル市の財務官を務めた。 2018年8月に彼女は2017年にブケレが設立した政党、ヌエバス・イデアスの財務部長に任命された。彼女は Nuevas Ideasのメンバーである。2023 年 12月にガトー・エンセラード誌は、ブケレがサンサルバドル市長在任中に彼女がサンサルバドル市長室から120万米ドルの小切手を受け取ったと報じた。
ロドリゲスは、2019年6月からのブケレ大統領任期中も財務マネージャーとしての任務を継続した。 2022年11月にロドリゲスは緊急委員会の理事となり、新型コロナウイルス感染症のパンデミックと戦うための20億米ドルの資金配分を監督した。2021年11月25日に彼女はブケレによって新しく設立された地方公共事業総局の理事長に任命された。2022年3月17日にブケレはロドリゲスを私設秘書に任命した彼女は、先に立法議会議長に就任したエルネスト・カストロの後任となった。2023年4月21日にブケレはロドリゲスを道路保全基金の理事会の代表に指名した。ロドリゲスは以前、カロリーナ・レシノスの辞任後、ファンテル・ダルトンのコーディネーターも務めていた。

## 大統領の指名
2023年11月30日、立法議会はブケレに2024年の再選活動に専念するための休暇を認めた後、ロドリゲスを指名大統領に選出したが、多くの政治家や憲法学者はこれは違法で憲法違反であると主張した。彼女は大統領の権限と義務を引き継いだが、大統領の職そのものを引き受けたわけではない。彼女の正式な肩書は「事務を担当する共和国大統領次官」（「Designada por el Presidente de la República, Encargada de Despacho」）である。
84票中賛成67票、反対11票、欠席6票で承認された。彼女は12月1日に正式に大統領権限を引き継ぎ、代理の立場ではあるが、さまざまなメディアによってこの国初の女性大統領であると評された。彼女は2024年6月1日の大統領任期終了までその権限を維持することになる。カストロ立法議会議長と国民統一大同盟の議員であるギジェルモ・ガレゴスは、ロドリゲスが大統領に就任するかどうかについて互いに矛盾した。か否か。カストロは「公にする必要はなかった」（no tenía que ser pública）と述べ、非公開ではあるが宣誓したと主張した一方、ガレゴスは「彼女は単に大統領に指名されただけなので宣誓はしていないと主張した」 , [...] 宣誓は必要ないと判断された」 (" ella es simplemente la designada del Presidente, [...] se determinó que noera necesario el juramentarla ")。
ロドリゲスが大統領の任務と権限を一時的に引き継ぐための大統領次官に任命されたことは、さまざまな弁護士、野党政治家、アナリストから批判された。サンサルバドル市長のヌエストロ・ティエンポ候補であるエクトル・シルバは、 Xに「エルサルバドルの民主主義の現状：共和国大統領の職は、誰も投票したことのない人物によって占領されることになるだろう」と書いた（ 「エルサルバドルの実際の民主主義国家: 国民の大統領としての地位」)。国家主義共和党同盟（ARENA）の立法議会議員セサール・レイエスは、ロドリゲスを「ブケレ大統領の側近」（「círculo mas íntimo del Presidente Bukele」）の一員であり、「誰にとっても非常に知られていない人物」（「un perfil」 ）であると述べた。 que noera muy conocido para todos ") 誰が「彼らは玉座 [大統領職] を守るために設置した」 (" pusieron para que cuidara el trono ")。政治アナリストのカルロス・アラウーホは、「[ロドリゲス]が統治するつもりで、彼[ブケレ]が権力を手放すつもりはなく、閣僚の行動の見直しに関与するだろうと信じるのは世間知らずな人だけだ。というのは、休暇は単なる形骸に過ぎないからだ。」経済学者のフリア・マルティネスは、「ブケレ氏は自分のやってきたことを誰にも台無しにするつもりはない。だからこそ彼は（ロドリゲス氏に）提案したのである。彼女は彼の支配サークルの一員だ」と述べた。エンリケ・アナヤ弁護士はXに、「指名された女性[ロドリゲス]が実際に大統領職で権力を行使するのであれば、彼女は簒奪者であり、大統領代行ではない」と投稿した(" si la sra designada ejerce el Cargo de hecho, será una USURPADORA 、y no una Presidenta en funciones」）。エルサルバドルの調査ジャーナリスト、リカルド・バケラノは、大統領代行は立法議会の議員でなければならないと述べ、ロドリゲスは議員ではないため、結果的に「エルサルバドルには現在大統領が存在しない」と主張した。ボイス・オブ・アメリカがサンサルバドルで行った街頭インタビューによると、エルサルバドル人の中にはロドリゲスが実際に国を統治するのではなく、代わりにブケレがロドリゲスを通じて統治するのではないかと疑う人もいる。
2023年12月17日、ロドリゲスはエルサルバドル開発銀行取締役会長モイセス・カブレラの辞任を受諾した。12月22日に彼女はカブレラの後任にネルソン・リバスを任命した。
ゲバラの職務は法令や公式文書の署名といった形だけのものにとどまった。免責特権やその他の大統領職の特権はブケレが保持し、閣僚はブケレを大統領と呼び続けた。2024年6月1日のブケレの大統領就任式においても、特に役割を果たすことはなかった。

## 私生活
ロドリゲスの弟であるダグラス・ロドリゲス・フエンテスは現在エルサルバドル中央準備銀行の総裁を2020年9月19日から務めている。